# Плен (место)
Плен (њем. Plön) град је у њемачкој савезној држави Шлезвиг-Холштајн. Једно је од 84 општинска средишта округа Плен. Према процјени из 2010. у граду је живјело 12.788 становника. Посједује регионалну шифру (AGS) 1057057, NUTS (DEF0A) и LOCODE (DE PLN) код.

## Географски и демографски подаци
Плен се налази у савезној држави Шлезвиг-Холштајн у округу Плен. Град се налази на надморској висини од 28 метара. Површина општине износи 36,7 km². У самом граду је, према процјени из 2010. године, живјело 12.788 становника. Просјечна густина становништва износи 348 становника/km².

## Међународна сарадња
| Мјесто | Држава | Врста сарадње | Од    |
| ------ | ------ | ------------- | ----- |
| Неман  | Русија | партнерство   | 2006. |
|        | Тунис  | партнерство   | 1973. |
| Извор  |        |               |       |